# 埃尔普
埃尔普（法語：Erp，法語發音：[ɛʁp]）是法国阿列日省的一个市镇，属于聖日龍區。

## 地理
埃尔普（42°56'29"N, 1°12'1"E）面积9.24 平方千米，位于法国奧克西塔尼大區阿列日省，该省份为法国西南部内陆省份，西部和北部与上加龙省接壤，东临奥德省，东南至东比利牛斯省接壤，南与安道尔和西班牙接壤。
与埃尔普接壤的市镇（或旧市镇、城区）包括：拉库尔、里韦尔内尔、苏埃克斯-罗加勒、苏朗。

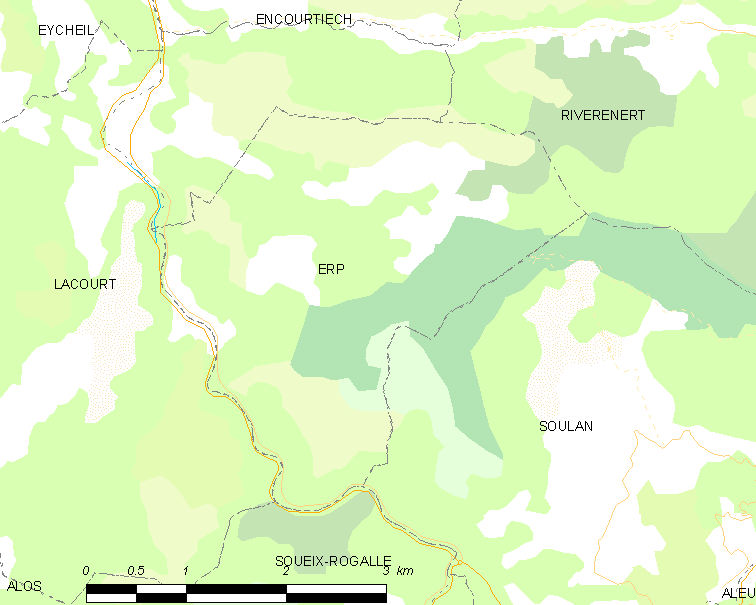
埃尔普的OSM定位图

埃尔普的时区为UTC+01:00、UTC+02:00（夏令时）。

## 行政
埃尔普的邮政编码为09200，INSEE市镇编码为09114。

## 政治
埃尔普所属的省级选区为库斯朗东县。

## 人口

1962-2008年间埃尔普人口变化图示

埃尔普于2022年1月1日时的人口数量为132人。